# Andronik Duka Angel
Andronik Duka Angel (grčki:Ἀνδρόνικος Δούκας Ἄγγελος; oko 1133. – prije 1185.) bio je bizantski plemić i vojni zapovjednik, povezan s vladajućom dinastijom Komnen. Njegovi su roditelji bili bizantski plemić Konstantin Angel i bizantska princeza Teodora Komnena, najmlađa kći cara Aleksija I. Komnena i carice Irene Duke. Andronik i njegov brat Ivan koristili su bakino prezime Duka.
Andronik je tijekom vladavine svoga bratića Manuela I. služio kao vojni zapovjednik u borbama protiv Turaka Seldžuka. Nakon Manuelove smrti, trebao je ugušiti pobunu Andronika I. Komnena, ali je bio pobijeđen te je prešao na njegovu stranu. Ipak, Andronik Angel postao je vođa urote protiv novog cara, premda su on i sudionici bili otkriveni te je Andronik sa svojim sinovima pobjegao iz Carigrada. Umro je u Akri.

## Djeca
Andronik i njegova supruga, Eufrozina Kastamonitissa, imali su djecu:
- Konstantin Komnen Angel (Κωνσταντῖνος), vojni zapovjednik i sebastokrator
- Aleksije III. Angel, otac Ane Komnene Angeline
- Izak II. Angel, otac Irene Angeline